# Flugplatz Walsrode-Luisenhöhe

i7
i11
i13
Der Flugplatz Walsrode-Luisenhöhe ist ein Sonderlandeplatz im Gebiet der Stadt Walsrode in Niedersachsen. Er wird durch den Luftsportverein Walsrode e. V. betrieben.

## Lage
Der Flugplatz liegt etwa 2,5 km nördlich von Walsrode im Landkreis Heidekreis. Naturräumlich liegt er in der südlichen Lüneburger Heide. Der Eingang des Weltvogelparks Walsrode liegt etwa 700 m südlich des Flugplatzes.

## Flugbetrieb
Der Flugplatz dient grundsätzlich der Nutzung durch Vereinsmitglieder des Luftsportvereins Walsrode e. V. Andere Flüge bedürfen der vorherigen Zustimmung des Betreibers (PPR). Der Flugplatz ist zugelassen für Segelflugzeuge, Motorsegler, Luftsportgeräte und Motorflugzeuge bis 2000 kg höchstzulässiger Abflugmasse. Er verfügt über eine 612 m lange und 30 m breite Start- und Landebahn aus Gras. Segelflugzeuge starten per Windenstart oder Flugzeugschlepp.

## Geschichte
Der Flugplatz wurde ursprünglich als Segelfluggelände genehmigt. Er wurde am 6. Juli 2023 als Sonderlandeplatz genehmigt.